# The Old Magic
The Old Magic è un album in studio del cantautore britannico Nick Lowe, pubblicato nel 2011.

## Tracce
Tutte le tracce sono di Nick Lowe, eccetto dove indicato.

1. Stoplight Roses - 3:28
2. Checkout Time - 2:52
3. House for Sale - 3:41
4. Sensitive Man - 2:52
5. I Read a Lot - 3:17
6. Shame on the Rain (Tom T. Hall) - 2:24
7. Restless Feeling - 2:40
8. The Poisoned Rose (Elvis Costello) - 4:46
9. Somebody Cares for Me (Lowe, Geraint Watkins) - 2:50
10. You Don't Know Me at All (Jeff West) - 3:06
11. 'Til the Real Thing Comes Along - 3:25